# Pachycephala
A Pachycephala a madarak osztályának verébalakúak (Passeriformes) rendjébe és a légyvadászfélék (Pachycephalidae) családjába tartozó nem.

## Rendszerezésük
A nemet Nicholas Aylward Vigors írta le 1825-ben, az alábbi fajok tartoznak ide:
- csupasztorkú légyvadász (Pachycephala nudigula)
- Pachycephala olivacea
- vöröstorkú légyvadász (Pachycephala rufogularis)
- Pachycephala inornata
- Pachycephala schlegelii
- Pachycephala soror
- új-kaledón légyvadász (Pachycephala caledonica)
- Bougainville-légyvadász (Pachycephala richardsi[1] vagy Pachycephala implicata richardsi)[2]
- Pachycephala implicata
- Pachycephala collaris[1] vagy Pachycephala citreogaster collaris[2]
- Pachycephala rosseliana[1] vagy Pachycephala citreogaster rosseliana[2]
- Pachycephala chlorura[1] vagy Pachycephala caledonica chlorura[2]
- Pachycephala mentalis
- Pachycephala macrorhyncha
- Pachycephala balim[1] vagy Pachycephala pectoralis balim[2]
- Pachycephala occidentalis[1] vagy Pachycephala pectoralis occidentalis[2]
- aranyhasú légyvadász (Pachycephala pectoralis)
- Pachycephala dahli[1] vagy Pachycephala melanura dahli[2]
- mangrovelégyvadász (Pachycephala melanura)
- Pachycephala citreogaster
- Pachycephala feminina[1] vagy Pachycephala occidentalis feminina[2]
- Pachycephala orioloides
- Pachycephala vanikorensis[1]
- szamoai légyvadász (Pachycephala flavifrons)
- Fidzsi-szigeteki légyvadász (Pachycephala vitiensis)
- tongai légyvadász (Pachycephala jacquinoti)
- Pachycephala tenebrosa
- Pachycephala meyeri
- Pachycephala modesta
- Pachycephala lorentzi
- filippin légyvadász (Pachycephala philippinensis)
- Pachycephala hypoxantha
- Pachycephala sulfuriventer
- Pachycephala cinerea[1] vagy Pachycephala grisola[2]
- Pachycephala albiventris
- Pachycephala homeyeri
- Pachycephala calliope[1]
- Pachycephala fulvotincta
- Pachycephala arthuri[1]
- északi légyvadász (Pachycephala simplex)
- Pachycephala phaionota
- Pachycephala hyperythra
- Pachycephala orpheus
- Pachycephala sharpei[1]
- Pachycephala arctitorquis
- Pachycephala griseonota
- Pachycephala johni
- rozsdáshasú légyvadász (Pachycephala rufiventris)
- Pachycephala monacha
- Pachycephala leucogastra
- Pachycephala lanioides
- Pachycephala aurea[2]